# The Grave (Zona crepusculară)
The Grave este episodul 72 din serialul american Zona crepusculară. A fost difuzat pe 27 octombrie 1961 pe CBS. Acesta este unul dintre cele două episoade care au fost turnate în timpul sezonului doi, dar au fost transmise ca parte a sezonului trei. Celălalt episod este Nothing in the Dark.

## Intriga
Răufăcătorul Pinto Sykes este prins într-o ambuscadă de locuitorii orașului în mijlocul străzii. Mai târziu, Conny Miller, care fusese însărcinat cu urmărirea acestuia, sosește în oraș. Intră în barul local, unde bărbații care l-au angajat stau la discuții și este furios să afle că i-au făcut de petrecanie banditului. Mai mult, aflat pe patul de moarte, Sykes l-a acuzat pe Miller că este un laș, menționând că a lăsat un indiciu în Albuquerque, New Mexico ca să poată fi găsit și Miller l-a ignorat, probabil fiind speriat de o posibilă confruntare. De asemenea, a jurat că va pune mâna pe Miller dacă îi va vizita vreodată mormântul.
Miller susține în schimb că Skyes a mințit, că de fapt a mers în Albuquerque și nu a găsit niciun indiciu, iar apoi spune că nu se simte amenințat de vorbele banditului. Bărbații prezenți nu sunt convinși, recunoscând că le este frică de Skyes și îl provoacă pe Miller să-i viziteze mormântul la miezul nopții. Ca să poată demonstra că a vizitat locul, i se cere să introducă un cuțit în movilă. După ce este confruntat de sora lui Skyes, Ione, Miller pornește pe întuneric spre cimitir și la miezul nopții îngenunchează lângă mormânt și introduce cuțitul. Dar, în timp ce se pregătește de plecare, este brusc tras în jos.
A doua zi, Miller este de negăsit. Orășenii, însoțiți de Ione, vizitează cimitirul pentru a-l găsit și îl descoperă mort deasupra mormântului lui Skyes, cu haina străpunsă de propriul cuțitul. Steinhart deduce că vântul a suflat haina lui Miller peste mormânt, și-a înfipt cuțitul prin ea din greșeală și, în timp ce se ridica, a crezut că Skyes l-a înhățat și a murit de frică. Totuși, Ione atrage atenția asupra faptului că, din moment ce vântul sufla dinspre sud în acea noapte, ar fi trebuie să-i îndepărteze haina de mormântul lui Skyes. Apoi râde batjocoritor de bărbații uluiți.

## Distribuția
- Lee Marvin - Conny Miller
- James Best - Johnny Rob
- Lee Van Cleef - Steinhart
- Strother Martin - Mothershed
- Stafford Repp - Ira Broadly
- Elen Willard - Ione Sykes
- Dick Geary - Pinto Sykes
- William Challee - Jason
- Larry Johns - orășean